# San Pedro de Tarrasa (Barcelona)
San Pedro de Tarrasa es una entidad de población española del municipio de Tarrasa, perteneciente a la provincia de Barcelona, en la comunidad autónoma de Cataluña.

## Historia
Hacia mediados del siglo XIX, el lugar, por entonces con ayuntamiento propio, tenía contabilizada una población de 1717 habitantes. Aparece descrito en el decimocuarto volumen del Diccionario geográfico-estadístico-histórico de España y sus posesiones de Ultramar de Pascual Madoz con las siguientes palabras:

TARRASA (SAN PEDRO DE): l. cab. de ayunt. que forma con Altura, Clará, Junqueras, Sorbet, Taudell (Sta. Maria) y Taudell (San Miguel), en la prov., aud. terr., c. g, y dióc. de Barcelona (4 leg.), part. jud. de Tarrasa, sit. proximo á la v. de este nombre, de la cual solo le separa un puente de 3 arcos, construido sobre un torrente; su clima vientos y enfermedades (V. Tarrasa v.). Tiene 300 casas, y una igl. parr. (San Pedro), servida por un cura de ingreso, de provision real y del prior de la colegiata de la v. de Tarrasa, y contiguo á ella está el cementerio. El térm. confina N. Matadepera; E, el r. Ripoll; S. San Quirse y Rubí, y O. Viladecaballs y Ullastrell; en él se encuentran las ermitas de Sta. Maria Magdalena y Sta. Margarita. El terreno es árido y de secano, con alguna parte de monte arbolado de pinos, encinas y robles; le fertiliza el citado r. Ripoll. Hay varios caminos locales, uno de herradura que conduce á Berga y otro carretero á la cap. El correo se recibe de la cab. del part. prod.: cereales, vino, aceite, frutas y hortalizas; cria ganado lanar y de cerda, y caza de perdices, liebres y conejos. ind.: tejidos de algodon, comercio; Esportacion de frutos sobrantes é importacion de los art. que faltan. pobl.: 264 vec., 1,717 almas. cap. prod.; 10,084,800 rs. imp.: 252,420.
(Madoz, 1849, p. 672)

El municipio de San Pedro de Tarrasa desapareció de cara al censo de España de 1910, al incorporarse al de Tarrasa.

## Demografía
| Gráfica de evolución demográfica de San Pedro de Tarrasa entre 1842 y 1900 |
| |
| Población de derecho según los censos de población del INE. Población de hecho según los censos de población del INE.En este censo se denominaba Sant Pere de Tarrassa: 1860. Entre el censo de 1910 y el anterior, este municipio desaparece porque se integra en el municipio Tarrasa. |